# Leonore (Illinois)
Pour les articles homonymes, voir Leonore.
Leonore est un village du comté de LaSalle dans l'Illinois aux États-Unis.
Lors du recensement de 2000, il y avait 110 habitants, 52 foyers, et 30 familles résidant dans le village.